# Gonatacanthus decipiens
Gonatacanthus decipiens är en insektsart som beskrevs av Heinrich Hugo Karny 1926. Gonatacanthus decipiens ingår i släktet Gonatacanthus och familjen vårtbitare. Inga underarter finns listade i Catalogue of Life.